# Блейн (окръг, Оклахома)
Вижте пояснителната страница за други значения на Блейн.
Окръг Блейн (на английски: Blaine County) е окръг в щата Оклахома, Съединени американски щати. Площта му е 2432 km², а населението – 11 976 души (2000). Административен център е град Уатонга.